# WTA Shenzhen Open
Shenzhen Open (відомий також під назвою Shenzhen Gemdale Open з огляду на спонсорство) — жіночий професійний тенісний турнір, що проводиться просто неба на кортах із твердим покриттям  тенісного центру Лунган китайського міста Шеньчжень. Тенісний цент надає в розпорядження тенісисток  32 корти, просто неба і в приміщенні, та стадіон на 4000 місць. Турнір входить до програми  WTA Туру, починаючи з  2013 року. Він відбувається упродовж першого тижня року і входить до числа турнірів, на яких тенісистки готуються до  Відкритого чемпіонат Австралії з тенісу.

## Чемпіонки та фіналістки

### Одиночний розряд
| Рік  | Чемпіонка             | Фіналістка         | Рахунок            |
| ---- | --------------------- | ------------------ | ------------------ |
| 2020 | Катерина Олександрова | Олена Рибакіна     | 6–2, 6–4           |
| 2019 | Аріна Соболенко       | Алісон Ріск        | 4–6, 7–6(7–2), 6–3 |
| 2018 | Сімона Халеп (2)      | Катержина Сінякова | 6–1, 2–6, 6–0      |
| 2017 | Катержина Сінякова    | Алісон Ріск        | 6–3, 6–4           |
| 2016 | Агнешка Радванська    | Алісон Ріск        | 6–3, 6–2           |
| 2015 | Сімона Халеп          | Тімеа Бачинскі     | 6–2, 6–2           |
| 2014 | На Лі (2)             | Пен Шуай           | 6–4, 7–5           |
| 2013 | На Лі                 | Клара Коукалова    | 6–3, 1–6, 7–5      |

### Парний розряд
| Рік  | Чемпіонки                             | Фіналістки                            | Рахунок          |
| ---- | ------------------------------------- | ------------------------------------- | ---------------- |
| 2020 | Барбора Крейчикова Катержина Сінякова | Дуань Їнїн Чжен Сайсай                | 6–2, 3–6, [10–4] |
| 2019 | Шуай Пен (2) Чжаосюань Ян             | Дуань Їнїн Рената Ворачова            | 6–4, 6–3         |
| 2018 | Ірина-Камелія Бегу Сімона Халеп       | Барбора Крейчикова Катержина Сінякова | 6–1, 1–6, [10–8] |
| 2017 | Андреа Сестіні Главачкова Шуай Пен    | Ралука Олару Ольга Савчук             | 6–1, 7–5         |
| 2016 | Моніка Нікулеску (2) Ваня Кінг        | Сюй Їфань Чжен Сайсай                 | 6–1, 6–4         |
| 2015 | Людмила Кіченок Надія Кіченок         | Лян Чень Ван Яфань                    | 6–4, 7–6(8–6)    |
| 2014 | Клара Коукалова Моніка Нікулеску      | Людмила Кіченок Надія Кіченок         | 6–3, 6–4         |
| 2013 | Латіша Чжань Хаоцін Чжань             | Ірина Бурячок Валерія Соловйова       | 6–0, 7–5         |